# 奉天基督教青年会旧址
奉天基督教青年会旧址位于中国辽宁省沈阳市沈河区朝阳街151-1号（原大南门里景佑宫胡同），今为沈阳市基督教培训中心。奉天基督教青年会由丹麦牧师华茂山创办于1913年，是中国东北地区最早建立的城市基督教青年会组织。基督教青年会旧址大楼建于1925年，位于大南门内清代道观景佑宫基址之上，主楼高4层（地上3层，地下1层），青砖砌筑，内部设有大小教室、讲演厅、游艺室和地下篮球场等。该建筑也是沈阳较早宣传、传播马克思主义和十月革命思想的重要场所。目前，奉天基督教青年会旧址被列为辽宁省文物保护单位。  